# Zwaarden, paarden en ziektekiemen
Zwaarden, paarden en ziektekiemen (Guns, Germs, and Steel: The Fates of Human Societies) is een boek van Jared Diamond dat in 1997 werd uitgegeven. Het is een non-fictieboek dat diverse wetenschappelijke vakgebieden in zich verenigt. De auteur is zowel evolutiebioloog, fysioloog als hoogleraar in de aardrijkskunde aan de Universiteit van Californië - Los Angeles (UCLA). Het boek won meerdere prijzen, waaronder de Pulitzerprijs, maar academici gaven gemengde reacties.
De titel van het boek is een verwijzing naar de hulpmiddelen waarmee landbouwende samenlevingen andere volkeren konden overheersen omdat zij beschikten over betere wapens (zwaarden) en doordat zij (eerder) over snelle middelen van transport beschikten (paarden) en ook nog eens ziektekiemen meebrachten waartegen zijzelf wel, maar de overwonnen volkeren niet bestand waren.

## Inhoud
Het boek is een poging om te verklaren waarom beschavingen van Eurazië en Noord-Afrika lang hebben bestaan of nog bestaan en andere beschavingen hebben veroverd. Hij verdedigt daarbij met klem een niet-racistisch standpunt door aan te tonen dat de volkeren van Eurazië niet intellectueel of moreel superieur zijn. De oorzaak van hun grotere macht en gevorderde technologie is gelegen in milieufactoren zoals geografische ligging en klimaat. 
Deze factoren hadden een  zelfversterkend effect, waardoor aanvankelijk kleine verschillen snel groter werden. De uitvinding van het schrift is daarvan een voorbeeld. Daar waar toch genetische factoren in het spel zijn wijst hij vooral op de resistentie tegen bepaalde infectieziekten die in Eurazië voorkomen die overigens gegroeid is door veelvuldig contact met huisdieren en vee en de zoönotische ziekten die deze dieren meebrengen (wat weer het gevolg was van de domesticatie van diersoorten). De volkeren op andere continenten hadden daar geen weerstand tegen. Hierdoor konden Europeanen hele volkeren op andere continenten praktisch uitroeien of in elk geval met gemak overheersen. 
Diamond had veel persoonlijk contact met Papoea's wier ouders vaak nog qua cultuur in de steentijd leefden. Hij vond hen vaak veel slimmer, vindingrijker en leergieriger dan de gemiddelde Amerikaan. Immers waar het in een Westerse consumptiemaatschappij nog geen ramp is als men niet slim is, kan dit in de jungle van Nieuw-Guinea het verschil tussen leven en dood betekenen waardoor er bij de Papoea's een natuurlijke selectie voor intelligentie plaatsvindt die andere volkeren al hebben verloren. In plaats van kennis uit boeken kent iedere Papoea duizenden plant- en diersoorten met hun eventuele nuttige of gevaarlijke eigenschappen en wordt ieder vreemd object uitgebreid getest op eventueel nut. Met deze persoonlijke observatie illustreert hij dat hij afstand neemt van de opvatting dat intelligentie en ontwikkeling samenhangen met het genoom van een bepaald volk.
Als voorbeeld van het gunstig effect van geografie en klimaat behandelt hij uitgebreid domesticatie. In feite zijn maar heel weinig planten en dieren geschikt om ze op grote schaal te gebruiken als voedselgewas of landbouwhuisdier. In Eurazië kwamen meer wilde planten en dieren voor die zich leenden voor domesticatie. Daardoor ontwikkelde zich daar de landbouw sneller dan op andere plaatsen op Aarde. Vooral de aanwezigheid van eiwitrijk gerst en twee variëteiten van tarwe en het vlas voor het maken van textiel en verder geiten, schapen en runderen boden een enorm voordeel boven bijvoorbeeld mais in Zuid-Amerika of bananen in de Tropen. In Zuid-Amerika was er maar één diersoort die zich leende voor domesticatie, de lama. In Noord-Amerika, Australië en Afrika ten zuiden van de Sahara waren er weinig of geen geschikte diersoorten. Eurazië had bovendien het voordeel van een oost-west-oriëntatie waardoor landbouw zich makkelijker kon verspreiden omdat de te overbruggen klimaatverschillen kleiner waren. 
Volkeren in Eurazië verwierven daardoor een groter aanbod aan geschikt voedsel dat ook geschikt was voor opslag en vervoer. Hierdoor kon de bevolkingsdichtheid toenemen en hoefde niet iedereen bezig te zijn met de productie van voedsel. Er ontstonden vakspecialisten die zorgden voor de verwerking, opslag en herverdeling van voedselvoorraden en hieruit ontwikkelde zich een heersende klasse met een eigen bureaucratie en een paraat leger. Zo ontwikkelden zich de eerste antieke wereldrijken en later nationale staten in Eurazië. Door veelvuldig contact met huisdieren en vee werden bovendien ziekteverwekkers van dier naar mens overgedragen (zoönose). Het ontstaan van dorpen en steden vergemakkelijkte dit des te meer daar deze broedplaatsen van ziektes waren door de opeenhoping van mensen en afval. Hierdoor trad natuurlijke selectie voor resistentie op: resistente individuen blijven leven en planten zich voort, niet-resistente individuen sterven voor ze zich kunnen voortplanten. Amerikaanse indianen hadden minder gedomesticeerde diersoorten, terwijl jagers-verzamelaars ze in het geheel niet hadden, zodat zij ook geen ziekten bezaten die de Euraziatische invallers hadden kunnen treffen, terwijl zij anderzijds niet resistent waren tegen de ziekten die de invallers meebrachten.
Euraziatische volkeren hadden hierdoor het drievoudige voordeel van een politiek overwicht, een technisch overwicht, en het voordeel van resistentie tegen ziekten.